# Xuri (häradshuvudort i Kina, Jiangxi Sheng, lat 28,44, long 117,92)
Xuri är en häradshuvudort i Kina. Den ligger i provinsen Jiangxi, i den sydöstra delen av landet, omkring 200 kilometer öster om provinshuvudstaden Nanchang. Antalet invånare är 700 267. Befolkningen består av 339 747 kvinnor och 360 520 män. Barn under 15 år utgör 25,0 %, vuxna 15-64 år 67 %, och äldre över 65 år 6,0 %.
Runt Xuri är det ganska tätbefolkat, med 239 invånare per kvadratkilometer. Xuri är det största samhället i trakten. I omgivningarna runt Xuri växer huvudsakligen savannskog.
Genomsnittlig årsnederbörd är 2 755 millimeter. Den regnigaste månaden är juni, med i genomsnitt 477 mm nederbörd, och den torraste är oktober, med 35 mm nederbörd.